# مونمو
مونمو (الكورية: 신라 문무왕؛ هانجا: 文武王)، 626-681) كان الملك الثلاثين لشلا، حكم من عام 661 إلى عام 681 . كان اسم عائلته كيم (الكورية: 김؛ هانجا: 金)، بينما كان لقبه بيوبمين (الكورية: 법민؛ هانجا: 法敏). كان مونمو أول ملك يوحد كوريا الجنوبية وعادة ما يسميه الشعب الكوري مونمو العظيم (الكورية: 문무대왕؛ هانجا: 文武大王).
كان ابن الملك مويول ملك شلا. قبل وفاة والده، سعى مونمو للتحالف مع سلالة تانغ الحاكمة الصينية في عام 660، بمساعدة جيش تانغ، غزا هو وكيم يوشين مملكة بايكتشي. أرسلت اليابان تعزيزات لمملكة بايكتشي.

## مواقع أخرى
- http://enc.daum.net/dic100/contents.do؟query1=b08m0695b
- جريت مونمو: Naver Cast